# رویی، اندر
رویی (به فرانسوی: Reuilly؛ تلفظ فرانسوی: [ʁœji] ()) یک کمون در فرانسه است که در دپارتمان اندر واقع شده‌است. رویلی ۲۵٫۸ کیلومتر مربع مساحت و ۲٬۰۶۰ نفر جمعیت دارد و ۱۱۴ متر بالاتر از سطح دریا واقع شده‌است.